# جبال تانو-أولا
جبال تانو أولا (بالمنغولية: Тагнын нуруу)‏، (بالروسية: Танну-Ола)‏، (بالروسية: tɐnˈnu ɐˈla)‏
هي سلسلة جبال تقع في جنوب سيبيريا، في جمهورية توفا الروسية. وتمتد في اتجاه الشرق والغرب وتنحني على طول الحدود المنغولية. أعلى قمة لها تصل إلى 3,061 م (10,043 قدم) . تم ذكر جبال تانو أولا في نص القرن الثالث عشر التاريخ السري للمغول تحت اسم "جبال تانغلو" (唐麓)، وكذلك في جامع التواريخ لرشيد الدين همداني (1247–1318) الذي ذكرها تحت اسم "جبال تنغات" على أنها الجبال التي أُعدم فيها الإمام ركن الدين خورشاه. بحلول عهد سلالة تشينغ، تم تغيير الاسم إلى جبال تانغنو (唐努)، والتي اُشتق منها الاسم الحديث. من المُحتمل أن تكون جميع الأسماء متجذرة من الكلمة التركية القديمة (taŋ) التي تعني "عجب، رهبة، عجيب".